# Zhang Guo Lao

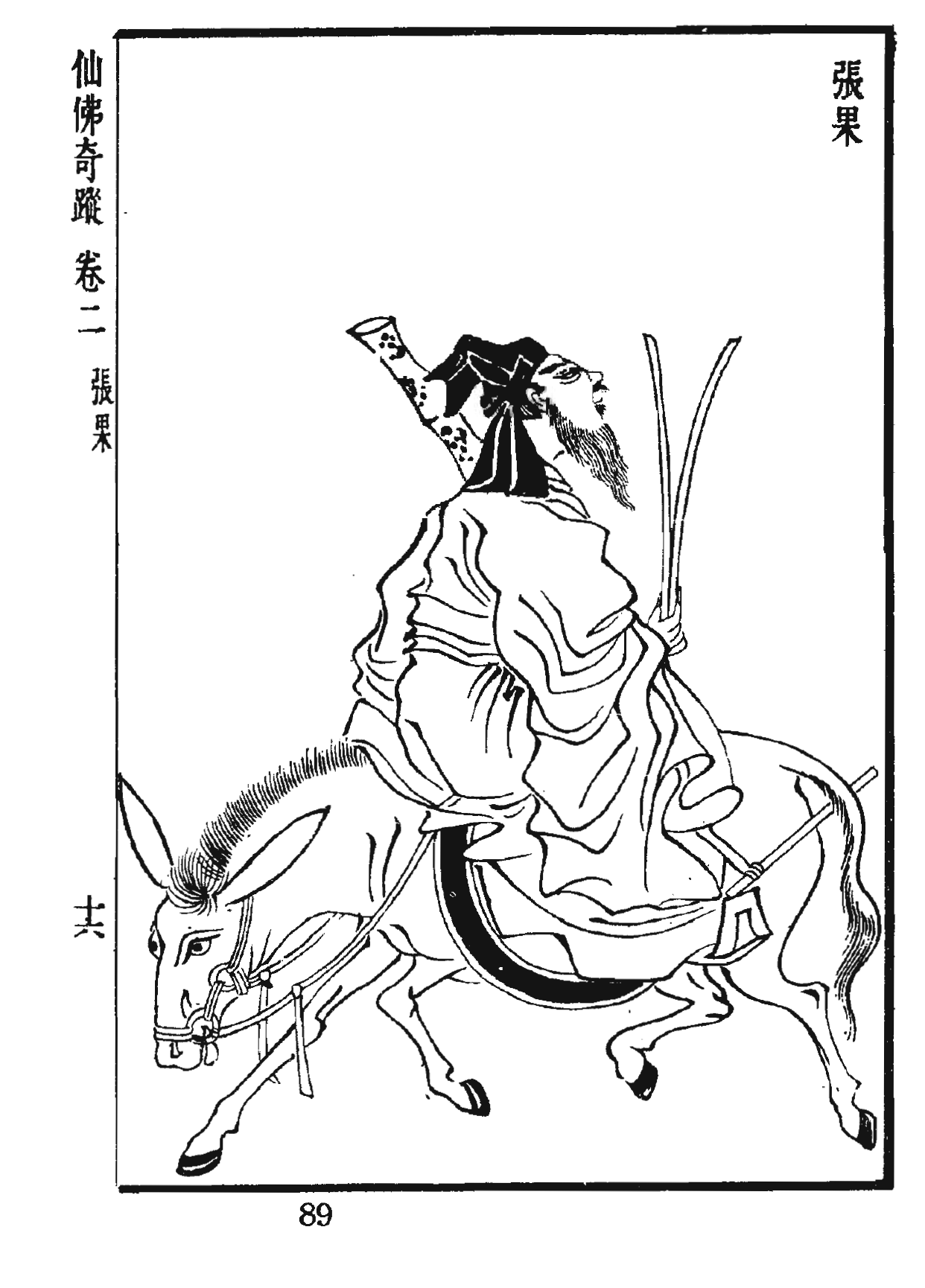
Zhang Guolao montado en su burro blanco.

Zhang Guo Lao (chino simplificado: 张果老, chino tradicional: 張果老, pinyin: Zhāng Guǒ Lǎo, Wade-Giles: Chang Kuo Lao, "el Viejo Zhang Guo") es una deidad china reverenciada por los taoístas. Es uno de los ocho inmortales y también se le conoce con el nombre de Maestro del Profundo Conocimiento (通玄先生 Tōngzhào Xiānshēng).

## Sus símbolos
Su símbolo es un tambor de bambú con forma de tubo que simboliza la longevidad y dentro del cual lleva unos palillos de hierro usados como castañuelas. Posee una mula que puede doblar y plegar como si fuese de papel y guardarla en su carpeta cuando no la utiliza. Cuando desea volver a montar sobre ella, le echa un chorro de agua con la boca y el animal vuelve a su aspecto normal. La asociación con el animal es tan estrecha que cuando éste no aparece en la iconografía suele haber dibujada una pequeña miniatura de él que aparece envuelta en una nube que sale de la boca del tambor o de la calabaza. A menudo monta mirando hacia atrás. Tenía como afición hacer un licor de hierbas que gustaba mucho al resto de los ocho inmortales, que creían que tenía propiedades medicinales y curativas. Representa a los ancianos.

## Vida de Zhang Guo Lao
Zhang Guo vivió practicando el manejo de la espada de doble filo (方士, fāng shì) en la prefectura de Heng (恒州, Héngzhōu), durante la dinastía Tang. En tiempos de la Emperatriz Wu (684–705) afirmaba tener ocho cientos años de edad y haber sido primer ministro del emperador Yao, uno de los tres augustos y cinco emperadores.
La emperatriz Wu le pidió que abandonara la montaña y fuera al palacio para hacerle ministro, pero él fingió estar muerto. Su cuerpo comenzó a pudrirse y a llenarse de gusanos, lo que convenció a la emperatriz de que realmente estaba muerto. Poco después se le volvió a ver por la montaña. El emperador Tang Xuanzong (唐玄宗) intentó darle un cargo de ministro (银青光禄大夫, 銀青光祿大夫, yín qīng guāng lù dàifu) pero también rehusó.

## Historias de Zhuang Guo Lao
En el año vigesimotercero del reinado del emperador Xuanzong (735), fue llamado a Luoyang, en Henan, y elegido jefe de la Academia Imperial (国子监, guózǐjiàn) con el título de "Muy perspicaz maestro". El emperador le hacía frecuentes preguntas sobre los inmortales, pero él nunca contestaba. Existen varias historias acaecidas durante su estancia en la corte. Según una de ellas, el emperador preguntó al mago taoísta Ye Fashan (葉法善, 731-820) que, gracias a su nivel en la necromancia, gozaba de gran favor en la corte, quién era Zhang Guo Lao. "Se quién es", contestó el mago, "pero si se lo dijera a Vuestra Majestad caería muerto a sus pies, así que no osaré hablar a menos que Su Majestad prometa que irá descalzo y con la cabeza descubierta frente a Zhang Guo para que le perdone, en cuyo caso reviviré inmediatamente". Habiendo hecho la promesa el emperador, Ye Fashan contestó: "Zhang Guo es un murciélago blanco espiritual que salió del caos primigenio", y tan pronto como hubo hablado, cayó muerto a los pies del emperador.
Xuanzong, con los pies descalzos y la cabeza descubierta, fue a ver a Zhang Guo como había prometido e imploró perdón por haber sido tan indiscreto. Zhang Guo le respondió que si dejaba a Ye Fashan sin castigo pronto revelaría los misterios del universo. No obstante, ante los ruegos del emperador, Zhang Guo roció agua sobre la cara de Ye Fashan y éste revivió. Poco después, Zhang Guo cayó enfermo y regresó a las montañas de Hengzhou para morir. Cuando sus discípulos abrieron la tumba, la encontraron vacía.